# Ray Allen
Walter Ray Allen (Merced, California, 20 de julio de 1975) es un exbaloncestista estadounidense que disputó 18 temporadas en la NBA. Con 1,96 metros de altura, jugaba en la posición de Escolta. Es uno de los más destacados triplistas en la historia de la NBA. Ha sido nueve veces All-Star y ganó el oro olímpico con Estados Unidos en los Juegos Olímpicos de Sídney 2000.

## Trayectoria deportiva

### Instituto
Allen nació en la Base Aérea Castle en Merced, California. Hijo de un militar, pasó su infancia entre Saxmundham en Inglaterra, Altus en Oklahoma, Rosamond en California y Alemania. Allen jugó al baloncesto en el Instituto Hillcrest en Dalzell, Carolina del Sur, consiguiendo ser campeón estatal con su equipo.

### Universidad
Allen fue una estrella en la Universidad de Connecticut desde 1993 hasta 1996. En su temporada debut con los Huskies en la 1993-94, Allen firmó 12.6 puntos, incluido un 40.2 % en triples, y 4.6 rebotes de media. Como sophomore, durante la temporada 1994-95, fue incluido en el Tercer Quinteto All-American y también logró ser nombrado Baloncestista del Año en Estados Unidos en 1995. Sus promedios fueron de 21.1 puntos (44.5 % en triples), 6.8 rebotes y 2.3 asistencias En su siguiente y última campaña fue seleccionado en el Mejor Quinteto del All-American y recibió el premio al mejor jugador de la Big East Conference. Sus números fueron de 23.4 puntos (con un 46.6 % en triples), 6.5 rebotes y 3.3 asistencias.
Allen finalizó su carrera en los Huskies como el tercer máximo anotador de su historia, con 1.922 puntos, y estableció un récord de 115 triples en una temporada (1995-96). Allen se convirtió en el primer jugador de UConn que fue nombrado con el reconocimiento All-America durante dos años consecutivos.
El 5 de febrero de 2007 su camiseta fue retirada en el pabellón Gampel Pavilion de la Universidad de Connecticut, durante el descanso del encuentro que les enfrentaba a Syracuse Orange.

### NBA

#### Milwaukee Bucks
Allen fue elegido por Minnesota Timberwolves en 5.ª posición del draft de 1996. Tras ser elegido, fue traspasado junto con Andrew Lang a Milwaukee Bucks por los derechos de Stephon Marbury, elegido previamente en la cuarta posición.
En su temporada como rookie gozó del protagonismo esperado. Fue titular en 81 de los 82 partidos que disputó con un promedio de 13.4 puntos, con un 39.3 % en triples, 4 rebotes y 2.6 asistencias. Allen compitió en el Concurso de Mates de 1997. Desde Paul Pressey en 1986, los Bucks no habían tenido representación. También participó en el partido de Rookies del All-Star Weekend, anotando 8 puntos. Fue nombrado en el 2.º Mejor Quinteto de Rookies de esa temporada.
Un año más tarde, en la temporada 1997-98, Allen mejoró considerablemente sus prestaciones: 19.5 puntos, 4.9 rebotes y 4.3 asistencias. Uno de sus mejores encuentros aquella temporada fueron los 40 puntos y 10 rebotes que endosó a Minnesota Timberwolves.
En la temporada 1998-99 lideró a los Bucks a clasificarse para playoffs, donde cayeron frente a Indiana Pacers por 4-0. Allen mejoró sus prestaciones de liga regular para irse hasta los 22.3 puntos, 7.3 rebotes y 4.3 asistencias. En liga regular sus números fueron peores que la temporada pasada, y se quedó en 17.1 puntos, 4.2 rebotes y 3.6 asistencias.
En la 1999-00, firma una extensión de su contrato por 70,9 millones en seis temporada. En esta temporada, Allen se estrenó en el All-Star, donde firmó 14 puntos. También participó en el concurso de triples, donde acabó tercero. Milwaukee volvió a caer en 1.ª ronda frente a Indiana Pacers. Promedió 22.1 puntos por partido, cifra más alta en su etapa en Milwaukee. En verano, Allen había participado con Estados Unidos en el Torneo de las Américas en Puerto Rico.
La campaña 2000-01 fue una de las mejores en la carrera de Allen y especialmente recordada por los aficionados de los Bucks. Entrenados por George Karl, uno de los mejores equipos que Milwaukee ha juntado en su historia fue este, el liderado por el "Big Three", formado por Sam Cassell, Glenn Robinson y el propio Allen, y que alcanzaron las Finales de Conferencia, donde cayeron frente a Philadelphia 76ers por 4-3. Allen promedió en liga regular 22 puntos (con un espectacular 43.3 % en triples), 5.2 rebotes y 4.6 asistencias. Mejores números todavía tuvo en playoffs, al firmar 25.1 puntos con grandísimos porcentajes de tiro (47.9 % en triples y 91.9 % en tiros libres), 4.1 rebotes y 6 asistencias. Fue All-Star y ganador del concurso de triples. También fue nombrado Jugador de la Semana en la NBA del 4 al 9 de abril tras firmar números de 30 puntos, 4 rebotes y 5 asistencias. Logró el primer triple-doble de su carrera frente a Boston Celtics con 20 puntos, 10 rebotes y 11 asistencias. Ray Allen continuó su excelente racha de partidos jugados y seguía sin perderse ningún partido desde que debutara en la liga. Para rematar, fue incluido en el Tercer Quinteto de la temporada.
En la temporada 2001-02, los Bucks se quedaron fuera de playoffs. Allen volvió a ser All-Star por tercer año consecutivo, anotando 15 puntos en el choque. Lo más destacado de su temporada fueron los 400 partidos consecutivos que firmó, incluyendo 388 de titular, la mejor racha de la NBA. Una tendinitis en la rodilla izquierda le obligó a perderse el primer partido desde que llegara a la liga. Recibió el Jugador de la Semana dos veces a lo largo de la temporada. Finalizó la campaña con un récord personal en porcentaje de triples.

#### Seattle Supersonics

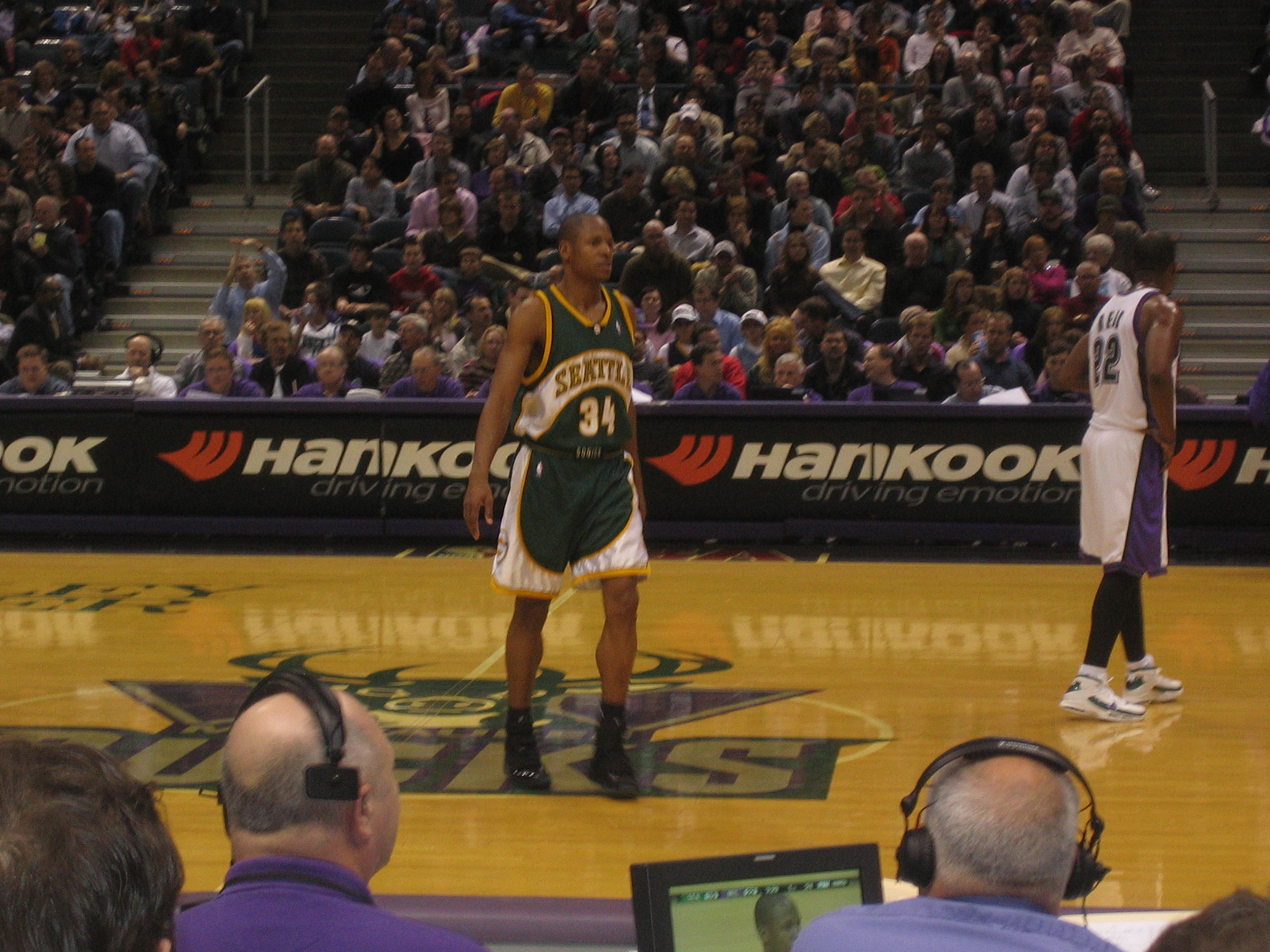
Ray Allen en su etapa con Seattle SuperSonics.

La temporada 2002-03 supone la última de Allen con los Bucks. La franquicia de Wisconsin lo traspasó junto a Kevin Ollie, Ronald Murray y una 1.ª ronda condicionada del draft de 2003 a Seattle SuperSonics a cambio de Gary Payton y Desmond Mason. Tras el cambio, el juego de Allen incluso incrementó de nivel, siendo nombrado para el 2.º Mejor Quinteto de la NBA en 2005. Por primera vez después de tres años consecutivos, se perdía el All-Star.
Fue designado como Jugador Más Deportivo de la NBA en 2003. Fue nombrado Jugador de la Semana en la Conferencia Oeste tras promediar 28.3 puntos, 7.5 asistencias y 6 rebotes en una semana donde los Sonics lograron un balance de 4-0. Su debut en Seattle se saldó con 26 punto, 13 rebotes y 9 asistencias, rozando el triple doble en la derrota ante Los Angeles Lakers. Ninguna leyenda de los Sonics tuvo un debut tan sonado. Sus promedios en Seattle fueron de 24.5 puntos, 5.6 rebotes y 5.9 asistencias, además de tener un 92 % en tiros libres. En esta campaña alcanzó los 1000 triples.
Tanto en la anterior campaña como en la 2003-04, Seattle no se clasificó a los Playoffs. Allen volvía al All-Star y seguiría acudiendo consecutivamente hasta 2009. Promedió 23 puntos, 5.1 rebotes y 4.8 asistencias.
En la temporada 2004-05 disfrutó de su única temporada en Playoffs con los Sonics. El equipo alcanzó las Semifinales de Conferencia, donde cayeron ante San Antonio Spurs. Sus números en postemporada fueron de 26.5 puntos, 4.3 rebotes y 3.9 asistencias. En agosto de 2005 era renovado por Seattle con un contrato de cinco años a razón de 85 millones de dólares.
La temporada 2005-06 y temporada 2006-07 fueron las más destacadas de Allen en su carrera deportiva en lo que se refiere a puntos por partido, con 25.1 y 26.4 puntos, respectivamente. El 13 de enero de 2006, fue suspendido por la NBA con tres partidos por una pelea con Keyon Dooling.
El 12 de marzo de 2006, Allen se convirtió en el 97.º jugador de la historia de la NBA que anota 15.000 puntos.
El 7 de abril de 2006, Allen logró colocarse en la segunda plaza en la lista de más triples convertidos de todos los tiempos tras un partido ante Portland Trail Blazers, solo por detrás del legendario Reggie Miller.
El 19 de abril de 2006, ante Denver Nuggets, Allen rompió el récord de Dennis Scott de más triples anotados en una temporada, con sus 268. Al final del encuentro, recibió una gran ovación de su público.
En la 2006-07 firmó su mejor partido en anotación tras anotar 54 frente a Utah Jazz, la segunda marca más alta de la historia de los Sonics, detrás de los 58 puntos de Fred Brown en 1974.

#### Boston Celtics

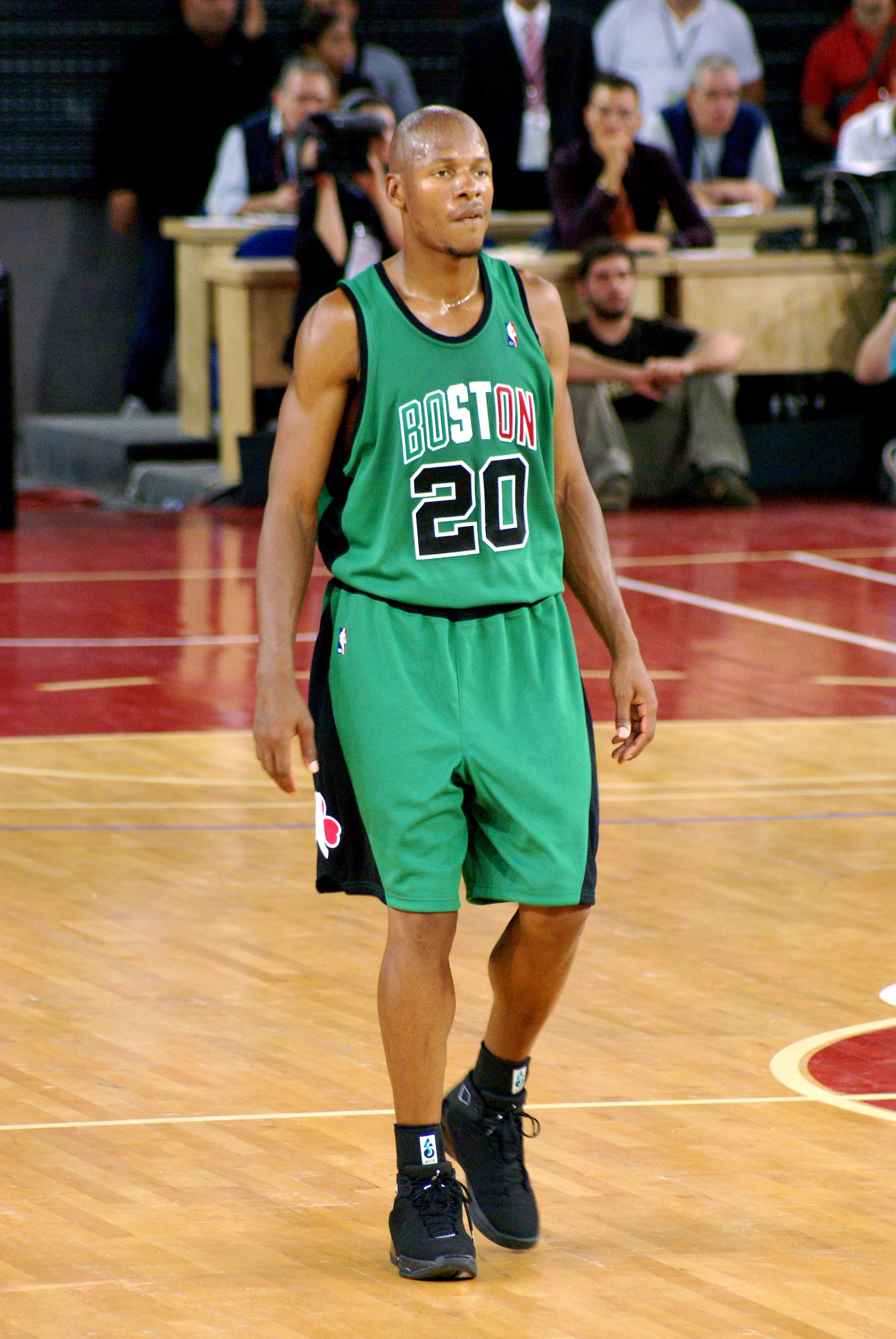
Allen, con la camiseta de los Celtics.

El 28 de junio de 2007 Seattle SuperSonics traspasó a Ray Allen y los derechos de Glen Davis a Boston Celtics a cambio de Delonte West, Wally Szczerbiak y los derechos de Jeff Green.
En Boston logró su primer anillo de campeón. En un equipo plagado de estrellas y acompañado de Kevin Garnett y Paul Pierce, formó una sociedad clave para devolver a los Celtics a la élite después de 22 años. Allen promedió en temporada regular 17.4 puntos, 3.7 rebotes y 3.1 asistencias. Pese a mostrarse desacertado en los primeros compases de Playoffs, su participación fue decisiva en la Final de la NBA frente a Los Angeles Lakers, con grandes actuaciones en el 4.º y, especialmente en el 6.º partido, donde igualó el récord de triples en la final con 7, para anotar 26 puntos. También conseguiría el récord de triples anotados en unas Finales NBA con 22 y el récord en el último y definitivo partido de las Finales con 7 triples en la victoria de Celtics a Lakers por 131-92. Sus promedios en la Final fueron de 20.3 puntos y 5 rebotes por partido, así como un porcentaje del 50,7 % en tiros de campo firmando el récord de triples en una serie de finales de la NBA con 22 superando el anterior registro (17) de Derek Harper y Dan Majerle.
En la siguiente temporada, Ray mejoró su media anotadora en temporada regular anotando 19.3 puntos de media y estableció un récord de la franquicia en porcentaje de tiros libres anotando el 95,6 %. En postemporada protagonizó una gran serie ante los Chicago Bulls llegando a anotar 51 puntos en el sexto partido de la serie y estableciendo un nuevo récord para la franquicia anotando 9 triples en el partido.
El 28 de marzo de 2008 fue elegido el 3.º de los 20 grandes jugadores de la historia de Milwaukee Bucks en su 40 Aniversario, detrás de Kareem Abdul-Jabbar y Oscar Robertson.
El 10 de diciembre de 2009 en un partido ante los Washington Wizards Allen anotó 18 puntos y superó los 20000 en su carrera siendo el jugador n.º 33 en la historia de la NBA en conseguirlo, solo ocho jugadores activos, en ese momento, habían logrado esa marca: Kevin Garnett, Kobe Bryant, Dirk Nowitzki, Paul Pierce, Tim Duncan, LeBron James, Vince Carter y Carmelo Anthony
El 6 de junio de 2010 en el segundo partido de las Finales de la NBA ante Los Angeles Lakers, Allen supera el récord de triples anotados en un partido de las Finales al anotar 8 triples, superando la marca de 7 triples que tenían Scottie Pippen y Reggie Miller. Luego de convertirse en Agente Libre el 1 de julio, Allen renueva su contrato con los Celtics por 2 años y 20 millones de dólares.
El 10 de febrero de 2011 supera el récord de Reggie Miller de más triples conseguidos en la historia de la NBA al convertir 2 triples en el primer cuarto contra Los Angeles Lakers llegando así a la suma de 2,561 triples.

#### Miami Heat
El 6 de julio de 2012 se confirmó su fichaje por los Miami Heat. El 11 de julio de 2012 firmó un contrato de 3 temporadas con los Heat. Durante el tercer partido de la primera ronda de postemporada ante su antiguo equipo, Milwauke Bucks, se convierte en el jugador con más triples en la historia de los playoffs superando a Reggie Miller (320).
En el sexto partido de las Finales de la NBA del 2013, Allen encestó un triple para empatar el marcador con 5,2 por jugarse en el cuarto periodo. Después de haber remontado una desventaja de 10 puntos al final del tercer periodo, los Heat ganaron en tiempo extra 103-100 sobre los San Antonio Spurs y forzó un séptimo partido en la serie, con los Heat que lleva 101-100, Allen robó el balón a Manu Ginóbili bajo la canasta de los Spurs y recibió una falta de 1,9 segundos restantes en el tiempo extra. Allen encesto los dos tiros libres que puso a Miami hasta 103-100, Allen jugó 41 minutos en el sexto partido desde el banquillo y anotó 9 puntos con 3 de 8 tiros de campo. El triple del empate fue el único triple que encesto en tres intentos de triple, Allen también tuvo un rebote defensivo y dos asistencias. En el séptimo partido, que los Heat ganaron 95-88 para ganar su segundo campeonato consecutivo, Allen jugó 20 minutos desde el banquillo. A pesar de que no encesto ninguno de 4 tiros de campo y tuvo 3 pérdidas de balón, Allen registró 4 rebotes defensivos y 4 asistencias. Se convirtió entonces en el jugador con más séptimos partidos disputados (11) superando un registro que estaba en poder de Bill Russell.
En verano de 2013, decide no ejercer su opción de jugador y continúa en el equipo de Florida para la temporada 2013/14.

### Retirada
Dos temporadas sin jugar, y tras intentar llegar a un acuerdo con varios equipos durante el verano, el 1 de noviembre de 2016, a través de "The Player's Tribute", anuncia su retirada del baloncesto.
El 31 de marzo de 2018 es incluido en el Basketball Hall of Fame de la NBA.

## Estadísticas de su carrera en la NBA

### Temporada regular
|  | Denota temporadas en las que ganó el Campeonato de la NBA |

| Año      | Equipo    | PJ   | PT   | MPP  | %TC  | %3P  | %TL  | RPP | APP | ROB | TPP | PPP  |
| -------- | --------- | ---- | ---- | ---- | ---- | ---- | ---- | --- | --- | --- | --- | ---- |
| 1996-97  | Milwaukee | 82   | 81   | 30.9 | .430 | .393 | .823 | 4.0 | 2.6 | .9  | .1  | 13.4 |
| 1997-98  | Milwaukee | 82   | 82   | 40.1 | .428 | .364 | .875 | 4.9 | 4.3 | 1.4 | .2  | 19.5 |
| 1998-99  | Milwaukee | 50   | 50   | 34.4 | .450 | .356 | .903 | 4.2 | 3.6 | 1.1 | .1  | 17.1 |
| 1999-00  | Milwaukee | 82   | 82   | 37.4 | .455 | .423 | .887 | 4.4 | 3.8 | 1.3 | .2  | 22.1 |
| 2000-01  | Milwaukee | 82   | 82   | 38.2 | .480 | .433 | .888 | 5.2 | 4.6 | 1.5 | .2  | 22.0 |
| 2001-02  | Milwaukee | 69   | 67   | 36.6 | .462 | .434 | .873 | 4.5 | 3.9 | 1.3 | .3  | 21.8 |
| 2002-03  | Milwaukee | 47   | 46   | 35.8 | .437 | .395 | .913 | 4.6 | 3.5 | 1.2 | .2  | 21.3 |
| 2002-03  | Seattle   | 29   | 29   | 41.3 | .441 | .351 | .920 | 5.6 | 5.9 | 1.6 | .1  | 24.5 |
| 2003-04  | Seattle   | 56   | 56   | 38.4 | .440 | .392 | .904 | 5.1 | 4.8 | 1.3 | .2  | 23.0 |
| 2004-05  | Seattle   | 78   | 78   | 39.3 | .428 | .376 | .883 | 4.4 | 3.7 | 1.1 | .1  | 23.9 |
| 2005-06  | Seattle   | 78   | 78   | 38.7 | .454 | .412 | .903 | 4.3 | 3.7 | 1.4 | .2  | 25.1 |
| 2006-07  | Seattle   | 55   | 55   | 40.3 | .438 | .372 | .903 | 4.5 | 4.1 | 1.5 | .2  | 26.4 |
| 2007-08  | Boston    | 73   | 73   | 35.9 | .445 | .398 | .907 | 3.7 | 3.1 | .9  | .2  | 17.4 |
| 2008-09  | Boston    | 79   | 79   | 36.4 | .480 | .409 | .952 | 3.5 | 2.8 | .9  | .2  | 18.2 |
| 2009-10  | Boston    | 80   | 80   | 35.2 | .477 | .363 | .913 | 3.2 | 2.6 | .8  | .3  | 16.3 |
| 2010-11  | Boston    | 80   | 80   | 36.1 | .491 | .444 | .881 | 3.4 | 2.7 | 1.0 | .2  | 16.5 |
| 2011-12  | Boston    | 46   | 42   | 34.0 | .458 | .453 | .915 | 3.1 | 2.4 | 1.1 | .2  | 14.2 |
| 2012-13  | Miami     | 79   | 0    | 25.8 | .449 | .419 | .886 | 2.7 | 1.7 | .8  | .2  | 10.9 |
| 2013-14  | Miami     | 73   | 9    | 26.5 | .442 | .375 | .905 | 2.8 | 2.0 | .7  | .1  | 9.6  |
| Total    | Total     | 1300 | 1149 | 35.6 | .452 | .400 | .894 | 4.1 | 3.4 | 1.1 | .2  | 18.9 |
| All-Star | All-Star  | 10   | 0    | 20.1 | .423 | .310 | .765 | 2.6 | 2.2 | 1.1 | .2  | 14.5 |

### Playoffs
| Año   | Equipo    | PJ  | PT  | MPP  | %TC  | %3P  | %TL  | RPP | APP | ROB | TPP | PPP  |
| ----- | --------- | --- | --- | ---- | ---- | ---- | ---- | --- | --- | --- | --- | ---- |
| 1999  | Milwaukee | 3   | 3   | 40.0 | .532 | .474 | .615 | 7.3 | 4.3 | 1.0 | .3  | 22.0 |
| 2000  | Milwaukee | 5   | 5   | 37.2 | .444 | .385 | .909 | 6.6 | 2.6 | 1.6 | .0  | 22.0 |
| 2001  | Milwaukee | 18  | 18  | 42.7 | .477 | .479 | .919 | 4.1 | 6.0 | 1.3 | .6  | 25.1 |
| 2005  | Seattle   | 11  | 11  | 39.6 | .474 | .378 | .889 | 4.3 | 3.9 | 1.3 | .4  | 26.5 |
| 2008  | Boston    | 26  | 26  | 38.0 | .428 | .396 | .913 | 3.8 | 2.7 | .9  | .3  | 15.6 |
| 2009  | Boston    | 14  | 14  | 40.4 | .403 | .350 | .948 | 3.9 | 2.6 | 1.1 | .4  | 18.3 |
| 2010  | Boston    | 24  | 24  | 38.5 | .431 | .386 | .863 | 3.3 | 2.6 | .9  | .1  | 16.1 |
| 2011  | Boston    | 9   | 9   | 40.1 | .523 | .571 | .960 | 3.8 | 2.4 | 1.2 | .1  | 18.9 |
| 2012  | Boston    | 18  | 10  | 34.2 | .395 | .304 | .711 | 4.1 | 1.0 | .9  | .1  | 10.7 |
| 2013  | Miami     | 23  | 0   | 24.9 | .430 | .406 | .870 | 2.8 | 1.3 | .5  | .1  | 10.2 |
| 2014  | Miami     | 20  | 1   | 26.4 | .413 | .388 | .919 | 3.4 | 1.6 | .7  | .2  | 9.3  |
| Total | Total     | 171 | 121 | 35.5 | .443 | .401 | .883 | 3.8 | 2.6 | 1.0 | .2  | 16.1 |

## Logros y reconocimientos
Universidad
- 3.er equipo All-American (1995)
- 1.er equipo All-American (1996)
- Jugador del Año de la Big East (1996)* Jugador USA Basketball del Año (1995)

NBA
- 2 veces Campeón de la NBA (2008, 2013)
- 10 veces All-Star (2000-2002, 2004-2009, 2011)
  - Campeón del Concurso de Triples de la NBA (2001)
- 2.º Mejor quinteto de rookies de la NBA (1997)
- 2.º Mejor Quinteto de la NBA (2005)
- 3.er Mejor Quinteto de la NBA (2001)
- Jugador Más Deportivo de la NBA (2003)
- Segundo máximo anotador de triples de la historia de la NBA
- Magic Johnson Award (2000-01)

Honores
- Basketball Hall of Fame en 2018.
- Elegido en el Equipo del 75 aniversario de la NBA en 2021.

### Récords en la NBA
- Jugador con más triples anotados en un partido de la serie final de NBA (8, contra Lakers, el 6 de junio de 2010).
- Jugador con más triples anotados en una mitad de un partido de la serie final de NBA (7, contra Lakers, el 6 de junio de 2010).
- Tercer jugador con más triples anotados en la historia de la NBA (2.973).
- Tercer jugador con más triples intentados en la historia de la NBA (7.429).
- Quinto jugador con más triples en la historia de los playoffs la NBA (385).

### Partidos ganados sobre la bocina
|      | con Milwaukee Bucks          |
|      | con Seattle SuperSonics      |
|      | con Boston Celtics           |
| (PO) | Denota un partido de PlayOff |

| Número | Tiro               | Margen | Resultado | Oponente          | Fecha                   |
| ------ | ------------------ | ------ | --------- | ----------------- | ----------------------- |
| 1      | Tiro en suspensión | Empate | 78-80     | New Jersey Nets   | 21 de diciembre de 2000 |
| 2      | Tiro de tres       | Empate | 152-149   | Phoenix Suns      | 22 de enero de 2006     |
| 3      | Tiro de tres       | -2     | 96-95     | Charlotte Bobcats | 24 de noviembre de 2007 |